# Microgobius
A Microgobius a csontos halak (Osteichthyes) főosztályának a sugarasúszójú halak (Actinopterygii) osztályába, ezen belül a sügéralakúak (Perciformes) rendjébe, a gébfélék (Gobiidae) családjába és a Gobiinae alcsaládjába tartozó nem.

## Rendszerezés
A nembe az alábbi 15 faj tartozik:
- Microgobius brevispinis Ginsburg, 1939
- Microgobius carri Fowler, 1945
- Microgobius crocatus Birdsong, 1968
- Microgobius curtus Ginsburg, 1939
- Microgobius cyclolepis Gilbert, 1890
- Microgobius emblematicus (Jordan & Gilbert, 1882)
- Microgobius erectus Ginsburg, 1938
- Microgobius gulosus (Girard, 1858)
- Microgobius meeki Evermann & Marsh, 1899
- Microgobius microlepis Longley & Hildebrand, 1940
- Microgobius miraflorensis Gilbert & Starks, 1904
- Microgobius signatus Poey, 1876 - típusfaj
- Microgobius tabogensis Meek & Hildebrand, 1928
- Microgobius thalassinus (Jordan & Gilbert, 1883)
- Microgobius urraca Tornabene, Van Tassel & Robertson, 2012